# Hjulångaren Yellow Stone
Hjulångaren Yellow Stone  var ett ångfartyg byggt för flodtrafik på Missourifloden. Yellow Stone byggdes för att transportera pälshandlare och handelsvaror och var pionjärfartyg på de mellersta och övre delarna av denna flod. 1835 sålde de ursprungliga ägarna fartyget, som kom att gå på flodtrafik i Texas. Där kom den att spela en inte obetydlig roll under Texas frihetskrig.

## Historia

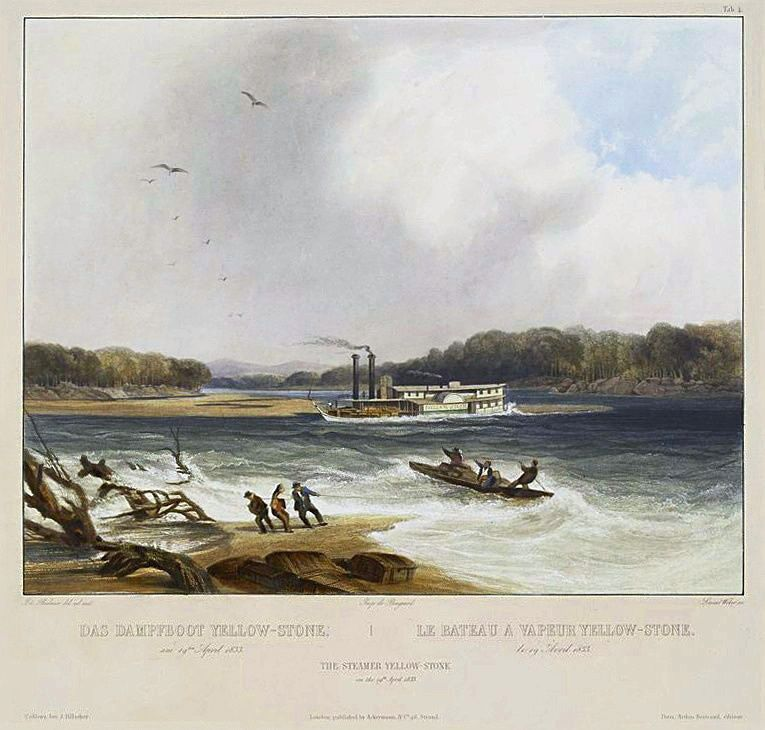
Hjulångaren Yellow Stone fast på en sandrevel i Missourifloden. Målning av Karl Bodmer.

### Jungfrufärden
Pierre Chouteau, Jr. tecknade 1830 avtal med två firmor i Louisville, Kentucky om att bygga en hjulångare för Bernard Pratte & Company i Saint Louis, där Chouteau var huvuddelägare. Kostnaden var 8 950 dollar. Timmermannen William Crane byggde fartyget, medan Beatty Curry byggde ångmaskinen. Fartyget döptes till Yellow Stone och den 16 april 1831 påbörjade det sin jungfrufärd från Saint Louis. Förutom Pierre Chouteau, Jr., besättning och passagerare hade det en last med handelsvaror för pälshandeln. Där ingick bland annat 1 000 par filtar, 200 dussin speglar, 126 dussin knivar, 995 dussin skalperingsknivar, 2 000 kg blå och vita pärlor, 300 bäverfällor med kedjor, 300 kg vermillion, fem ton krut, 10 ton bly och 6 ton tobak. Den 19 juni nådde man Fort Tecumseh i nuvarande South Dakota, resans avlägsnaste punkt. Man hade hoppats att nå mycket längre men Missouriflodens ovanligt låga vattenstånd medgav inte detta. Handelsvarorna urlastades och de under året uppköpta indianprodukterna - buffelhudar, pälsverk och skinn - ilastades. Därtill kom 5 ton buffeltungor, en delikatess. Det stigande vattenståndet gjorde återresan lätt och den 15 juli var fartyget tillbaka i Saint Louis.

### Andra resan

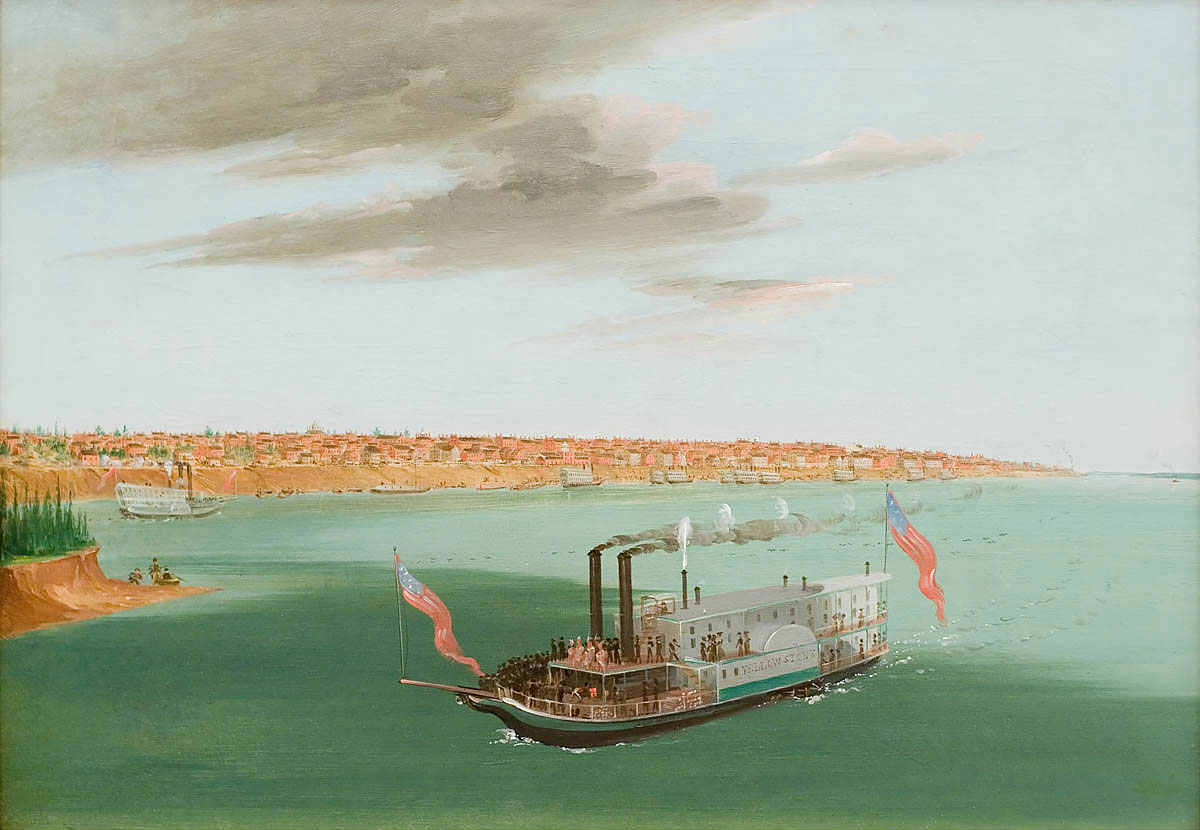
Hjulångaren Yellow Stone vid St. Louis 1832.

Den 26 mars 1832 påbörjade Yellow Stone sin andra resa uppför Missourifloden. Med på resan var förutom Pierre Chouteau Jr. också indianagenten major John Sanford och indianmålaren George Catlin. I de övre delarna av floden fastnade hjulångaren på en sandrevel och blev fast i en vecka. Chouteau med 20 man och Catlin begav sig då till fots till Fort Pierre och skaffade hjälp för att dra loss fartyget. Den 31 maj nådde man fortet och de där samlade siouxindianerna vilka uttryckte sin förvåning över den stora "medicinkanoten". Färden fortsatte den 5 juni och några dagar senare nådde man Fort Clark, nära mandanbyarna. Därifrån fortsatte man till Fort Union, vid Yellowstone Rivers mynning. Återresan gick med en medelfart av 150 kilometer per dag och Yellow Stone återvände i triumf till Saint Louis den 7 juli med 1300 packar buffelhudar samt bäverskinn.

### Tredje resan
Våren 1833 medföljde som passagerare på Yellow Stones färd uppströms den tyske naturhistorikern Maximilian zu Wied-Neuwied och hans schweiziske illustratör, och George Catlins konkurrent som indianmålare, Karl Bodmer. Yellow Stone vände vid Fort Pierre, men prinsen av Wied och Bodmer fortsatte till Fort Union.

### Försäljning till Texas
Pierre Chouteau, Jr. hade låtit bygga två nya hjulångare, SB Assiniboine och SB Yellowstone och Yellow Stone såldes 1835 till Thomas Toby & Brother i New Orleans. I denna stad byggdes skrov och däck om för 4 000 dollar. Yellow Stone sjösattes på nytt nyårsaftonen 1835. Hjulångaren skulle nu användas som cotton packet mellan Brazos River i Texas och New Orleans. En bomullspaketbåt var ett fartyg som gick i reguljär trafik mellan vissa flodhamnar med huvudsaklig uppgift att frakta passagerare och gods i form av bomullbalar. Texas frihetskrig hade just brutit ut och med på sin första resa till Texas förde Yellow Stone en last av vapen och ammunition och som passagerare 47 frivilliga som ville slåss för republiken Texas.

### Texas frihetskrig
Yellow Stone anlände till Brazosflodens mynning i januari 1836, chartrad av firman Thomas F. McKinney & Samuel M. Williams. I februari nådde fartyget med kapten John E. Ross som befälhavare en lastageplats norr om San Felipe de Austin samtidigt som Sam Houstons revolutionära Texasarmé kom dit. Houston avtalade med kaptenen att den USA-flaggade och neutrala Yellow Stone mot ersättning i pengar och land skulle färja hans armé över Brazos. Detta möjliggjorde för dem att slå den mexikanska armén vid San Jacinto och ta den mexikanske presidenten Santa Anna tillfånga. Vid återfärden nedströms Brazos besköts fartyget av den mexikanska armén, men uppstaplade bomullsbalar skyddade besättningen och maskineriet.
Fartyget gjorde också den nya republiken Texas andra tjänster. Det slutliga ödet för Yellow Stone är okänt, men den sista färden torde ha ägd rum 1837.